# Helioprosopa macrocera
Helioprosopa macrocera là một loài ruồi trong họ Tachinidae.